# Rugby a 15 ai XII Giochi del Mediterraneo
Nel 1993 la disciplina del rugby a 15 partecipò per la quarta volta alla manifestazione dei Giochi del Mediterraneo ospitati in Francia.
Alle quattro nazionali partecipanti l'ultima edizione: Francia, Italia, Marocco e Spagna, si aggiunse la Croazia. La Francia, Paese ospitante, partecipò come di consueto schierando una formazione "XV", non ufficiale per la Federazione francese che non avrebbe riconosciuto la presenza internazionale ai proprio giocatori.
Il torneo di rugby si tenne dal 17 al 25 giugno 1993 e fu disputato nelle sedi di: Agde, Béziers, Carcassonne, Narbona e Perpignano. La formula utilizzata fu quella del girone unico all'italiana con gare di sola andata tra le rappresentative nazionali, da disputarsi in cinque giornate a due giorni di distanza l'una dall'altra.
Fu la Francia ad aggiudicarsi il torneo e la medaglia d'oro, battendo per 31-6 l'Italia all'ultima giornata, alla vigilia dell'incontro a punteggio pieno al pari dei transalpini; alla Spagna andò invece la medaglia di bronzo.

## Sedi
| Città       | Stadio                         | Capienza |
| ----------- | ------------------------------ | -------- |
| Béziers     | Stade de la Méditerranée       | 18 555   |
| Carcassonne | Stadio Albert Domec            | 3 200    |
| Narbona     | Parc des sports et de l'amitié | 12 000   |
| Perpignano  | Stadio Aimé Giral              | 13 500   |

## Risultati

### 1ª giornata
| Carcassonne 17 giugno 1993 | Marocco | 6 – 6 referto | Spagna | Stadio Albert Domec |

| Arbitro: | Alain Fernandez |

| |      |                   |
| Bonomi 13’, 73’ Giovanelli 23’, 39’ Barba 30’, 79’ Tommasi 35’ Dotto 48’, 70’ Properzi 56’ Favaro 65’ | mt   | 52’ Crzanić       |
| Troiani 13’, 23’, 30’, 39’, 48’, 56’, 65’, 70’, 73’                                                   | tr   |                   |
| Troiani 8’                                                                                            | c.p. | 62’, 67’ Grubišić |

### 2ª giornata
| Arbitro: | Yves Peyrelongue |

| |      |                     |
| Orlandi 4’ Francescato 11’, 20’, 67’, 74’ Marcello Cuttitta 14’, 34’, 48’ Bonomi 51’ Massimo Cuttitta 55’ | mt   |                     |
| Filizzola 4’, 11’, 14’, 20’, 34’, 48’, 51’, 55’, 67’, 74’                                                 | tr   |                     |
| | c.p. | 19’ Echellaoui      |
| | drop | 58’, 79’ Echellaoui |

| Arbitro: | Alain Fernandez |

| |      |                    |
| Bertrank 2’, 30’, 42’, 46’, 64’, 79’ Magne 6’, 53’ Fabre 4’, 16’, 25’, 73’ Jordana 11’ Mola 18’, 36’, 39’, 56’ Hyardet 38’ Macabiau 45’ Larran 66’ | mt   |                    |
| Bellot (13/20) | tr   |                    |
| | c.p. | 24’, 78’ Hađibeijć |

### 3ª giornata
| Arbitro: | M. Pascal |

| |      |  |
| Hallinger 28’, 79’ Miorin 36’ Ougier 39’, 74’ Viar 41’, 42’ Guiraud 50’ Marfaing 52’ tecnica 57’ Pagès 64’ Hyardet 70’ | mt   |  |
| L. Labit (10/12) | tr   |  |
| L. Labit 8’, 12’ | c.p. |  |

| Arbitro: | Yves Peyrelongue |

|                                                                |      |                                     |
| Filizzola 28’, 58’ Checchinato 35’, 55’ Massimo Cuttitta 40+3’ | mt   |                                     |
| Filizzola 28’, 35’, 40+3’, 55’, 58’                            | tr   |                                     |
| Filizzola 14’                                                  | c.p. | 45’ Díaz Paternain 52’ Puertas Soto |

### 4ª giornata
| Arbitro: | M. Pascal |

|                                                                         |      |                    |
| Fabre 11’, 48’ Bellot 19’, 45’ Viars 30’ Ougier 54’ Larran 65’ Mola 79’ | mt   | 70’ Meta di spinta |
| Viars (5/6) Bellot (1/2)                                                | tr   |                    |
| Viars 6’                                                                | c.p. |                    |

| Narbona 23 giugno 1993 | Marocco | 12 – 36 | Croazia | Parc des sports et de l'amitié |

### 5ª giornata
| Arbitro: | Marc Desclaux |

|                                       |      |                   |
| Lièvremont 62’ Fabre 67’ Dispagne 79’ | mt   |                   |
| Labit 62’, 79’                        | tr   |                   |
| Labit 4’, 48’, 59’ Viars 39’          | c.p. | 7’, 31’ Filizzola |

| Béziers 25 giugno 1993 | Spagna | 58 – 9 referto | Croazia | Stade de la Méditerranée |

### Classifica
| pos     | Squadra | G. | V. | N. | P. | P+  | P-  | Diff. | Pt. |
| Oro     | Francia | 4  | 4  | 0  | 0  | 298 | 17  | 281   | 8   |
| Argento | Italia  | 4  | 3  | 0  | 1  | 190 | 57  | 133   | 6   |
| Bronzo  | Spagna  | 4  | 1  | 1  | 2  | 75  | 108 | -33   | 3   |
| 4       | Croazia | 4  | 1  | 0  | 3  | 62  | 272 | -210  | 2   |
| 5       | Marocco | 4  | 0  | 1  | 3  | 27  | 198 | -171  | 1   |